# Súng cầm tay Hắc Long Giang

Hình chụp súng cầm tay Hắc Long Giang vào năm 1973

Súng cầm tay Hắc Long Giang là súng cầm tay bằng đồng được sản xuất trước năm 1288 và có thể là súng cầm tay còn sót lại lâu đời nhất được xác nhận trên thế giới. Nó nặng 3,55 kg và dài 34 cm. Súng cầm tay Hắc Long Giang được khai quật trong những năm 1970 ở Bán Lạp Tranh Tử, một ngôi làng ở quận A Thành, tỉnh Hắc Long Giang, Trung Quốc. Nó được tìm thấy bên cạnh các đồ tạo tác bằng đồng khác được làm theo phong cách của người Nữ Chân nhà Kim (thế kỷ XII-XIII). Nó có thể được sử dụng trong các trận chiến gần Bán Lạp Tranh Tử năm 1287 và 1288. Nguyên sử nói rằng một chỉ huy của người Nữ Chân tên Lý Đình đã dẫn một nhóm binh lính được trang bị súng cầm tay vào một trại quân năm 1288, như một phần của chiến dịch chống nổi loạn cho Nhà Nguyên. Nó hiện đang ở Bảo tàng Hắc Long Giang ở Cáp Nhĩ Tân, Trung Quốc.

## Mô tả
Súng cầm tay Hắc Long Giang dài 34 xentimét (13 in) không có tay cầm và nặng 3,55 kilôgam (7,8 lb). Đường kính phía cuối nòng súng là 2,6 xentimét (1,0 in). Nòng súng là phần dài nhất và dài 17,6 xentimét (6,9 in), không có khắc chữ trên súng.
Súng cầm tay có phần phình ra ở khóa nòng gọi là dược thất hoặc buồng thuốc súng, nơi nổ và đẩy đạn xảy ra. Đường kính của buồng thuốc súng là 6,6 cm (2,6 in). Buồng thuốc súng có thành dày hơn cả vì nó phải chịu sức nổ của thuốc súng. Ở trên nó còn có một cái lỗ nhỏ dùng để đốt cháy thuốc súng. Phía sau buồng thuốc súng có chỗ trống, là nơi để gắn tay cầm của súng vào. Hình dạng phình to của phần dưới súng khiến cho các súng đời đầu có dạng như quả lê hoặc bình hoa. Sau đó, nó dần biến mất vì những tiến bộ trong luyện kim đã khiến thiết kế như trên lỗi thời.

## Bối cảnh lịch sử
Thuốc súng được phát minh ở Trung Quốc từ thế kỷ thứ IX. Một trong những dẫn chứng đầu tiên về thuốc súng xuất hiện trong văn bản giả kim thuật được gọi là Chân nguyên diệu đạo, được viết vào giữa những năm 800, có chứa một đoạn đề cập đến việc sử dụng thuốc súng. Vào thế kỷ XII, các quân nhà Tống đã sử dụng vũ khí thuốc súng như thương có lửa ở đầu, lựu đạn, và bom kim loại. Vụ nổ bom thuốc súng đã được sử dụng sớm nhất là vào năm 1126 trong sự kiện Tĩnh Khang, khi triều đại nhà Kim bao vây phủ Khai Phong. Quân phòng ngự của Nhà Tống đã phóng bom nổ được gọi là pháo phích lịch vào quân bao vây.
Tiền thân của súng cầm tay là ngọn thương lửa, là một ngọn thương được gắn với một thùng tre hoặc giấy có thể bắn ra lửa. Sự chuyển đổi giữa ngọn thương lửa với khẩu pháo hoặc súng cầm tay, các tài liệu tham khảo nhắc đến một loại súng gọi là hỏa động, có thể biểu thị thương lửa hoặc súng kim loại. Hành quân tu trí ("Những gì một Tư lệnh quân đội trong lĩnh vực phải biết") năm 1230, liệt kê hỏa động trong số vũ khí thuốc súng khác, nhưng có thể ám chỉ đến thương lửa hoặc súng cầm tay. Điều này đã được chứng thực bởi các khẩu pháo kim loại và súng cầm tay còn sót lại ở Trung Quốc từ thế kỷ XIII và XIV.
Lâu đời nhất trong số các pháo được khai quật là pháo Vũ Uy năm 1227. Nó được phát hiện ở Vũ Uy, Cam Túc và có khả năng bắt nguồn từ thời kỳ Tây Hạ. Pháo Vũ Uy có trọng lượng 108,5 kilôgam (239 lb), đường kính 12 (5 in) và dài 1 mét. Một khẩu pháo sắt và một lượng nhỏ thuốc súng cũng được phát hiện tại địa điểm khảo cổ Vũ Uy.
Khẩu pháo sớm nhất được ghi với ngày sản xuất là một khẩu pháo đồng. Nó là năm 1298 theo một dòng chữ trong bia khắc bản thảo 'Phags-pa. Ngoài phát hiện khảo cổ, sự xuất hiện của pháo trong nghệ thuật Trung Quốc có thể gợi ý rằng các pháo được phát minh sớm nhất là vào thế kỷ XII. Đại diện nghệ thuật lâu đời nhất của một khẩu pháo là một tác phẩm điêu khắc bằng đá có niên đại từ năm 1128. Tác phẩm điêu khắc được phát hiện năm 1985 được khắc trên các bức tường của động 149 của tượng khắc đá Đại Túc ở Đại Túc, Trùng Khánh.
Súng cầm tay Hắc Long Giang có niên đại từ năm 1288. Với trọng lượng 3,55 kilôgam (7,8 lb) và nhẹ hơn đáng kể so với các thiết bị phóng đạn cũ hơn như những chiếc trebuchet cồng kềnh được sử dụng để phóng bom nổ. Việc phát minh ra khẩu pháo tay kim loại ở Trung Quốc đã không làm giảm sự phổ biến của thương lửa trước đó. Thương lửa rẻ hơn và di động hơn súng cầm tay và vẫn được sử dụng ở Trung Quốc cho đến thế kỷ XVI khi khẩu súng hỏa mai thay thế thương lửa.

## Khai quật và niên đại
Khẩu súng cầm tay được phát hiện vào tháng 7 năm 1970 tại một di chỉ khảo cổ ở làng Bán Lạp Tranh Tử. Ngôi làng nằm trên bờ sông A Thập ở quận A Thành của Cáp Nhĩ Tân.
Các nhà khảo cổ đã khám phá ra một số vật thể bằng đồng được khai quật cùng với súng cầm tay. Các đồ vật được khai quật là một chiếc bình bằng đồng, một chiếc gương bằng đồng và một chiếc chảo nấu bằng đồng. Tất cả các hiện vật bằng đồng được sản xuất theo phong cách của nhà Kim. Nhà Kim sụp đổ sau khi người Mông Cổ vây hãm và bắt trong trận Thái Châu vào năm 1234, điều này cho thấy súng cầm tay Hắc Long Giang có thể có niên đại từ cuối thế kỷ XIII.
Niên đại của súng cầm tay Hắc Long Giang được dựa trên các trận đánh năm 1287 và 1288 gần nơi mà các nhà khảo cổ phát hiện ra khẩu súng cầm tay.  Các trận đánh là một phần của cuộc nổi dậy của hoàng tử Mông Cổ của Nayan ở Mãn Châu chống lại Hốt Tất Liệt, hoàng đế của triều Nguyên. Các ghi chép trận chiến 1287 và 1288 được ghi chép trong Nguyên sử, đề cập đến việc sử dụng súng cầm tay.
Năm 1287, một nhóm lính trang bị pháo tay do chỉ huy Lý Đình tấn công trại của Nayan. Nguyên sử ghi rằng rằng khẩu súng cầm tay không chỉ "gây ra thiệt hại lớn", mà còn gây ra "sự hỗn loạn làm cho quân địch đã tấn công và giết nhau". Các khẩu súng cầm tay đã được sử dụng lại vào đầu năm 1288. "Những khẩu súng" của Lý Đình hoặc súng thốt có thể mang theo những khẩu pháo tay "trên lưng" theo Nguyên sử. Trận chiến năm 1288 cũng là lần đầu tiên sử dụng tên chong (súng) cho súng kim loại. Nó đã được sử dụng thay vì thuật ngữ hỏa động trước đây và mơ hồ hơn, có thể ám chỉ đến các thương lửa, súng nguyên thủy, hoặc pháo hiệu.
Ngụy Quốc Trung là nhà khảo cổ học đã khai quật và xác định niên đại của nó. Ông đã viết một mô tả về khảo cổ học trong bài báo "Một quả bom bằng đồng được khai quật tại Bán Lạp Tranh Tử ở quận A Thành ở tỉnh Hắc Long Giang", được xuất bản năm 1973 cho tạp chí Tài liệu tham khảo về Lịch sử và Khảo cổ học.[a] Ông đề xuất một sự liên kết giữa khẩu súng cầm tay tay được phát hiện tại Bán Lạp Tranh Tử và các địa điểm chiến đấu gần đó. Nhà sử học Joseph Needham nhận xét rằng "việc tìm kiếm lâu dài sẽ vẫn giữ được tầm quan trọng, vì đây là khẩu súng kim loại duy nhất được phát hiện gần như chắc chắn thuộc về thế kỷ XIII".